# Gretel Adorno
Pour les articles homonymes, voir Adorno.
Gretel Adorno, née Margarete Karplus (10 juin 1902, Berlin - 16 juillet 1993, Francfort-sur-le-Main) est une chimiste, femme d'affaires et intellectuelle de nationalité allemande. Elle participa à la rédaction et à l'élaboration de nombreux travaux de son mari, le philosophe Theodor W. Adorno, qui fut l'un des membres fondateurs de l'Institut für Sozialforschung à Francfort qui deviendra par la suite l'école de Francfort.

## Biographie

### Enfance
Gretel Karplus née à Berlin le 10 juin 1902 de Joseph et Amalie Karplus. Son grand-père est l'industriel viennois Gottlieb Karplus. Elle a une sœur, Liselott, qui recevra au cours de ses études un titre de docteur comme Gretel. La famille Karplus réside alors dans le quartier de Prinzenallee, proche de Tiergarten, dans la capitale allemande.

### Formation
Gretel obtient son doctorat en chimie à l'université Friedrich Wilhelm (aujourd'hui Université Humboldt de Berlin). Elle soutient sa thèse le 4 août 1925, rédigée entre 1921 et 1925, « Über die Einwirkung von Calciumhydrid auf Ketone » (« Sur l'influence de l'hydrure de calcium sur les cétones ») devant Wilhelm Schlenk. Rolf Tiedemann, un collègue de travail de Karplus, note qu'elle a rédigé sa thèse sous la supervision de Max Born, crédité comme son conseiller. Elle suit également une étude doctorale en philosophie et en physique. Elle a alors 23 ans quand elle reçoit ces diplômes avec une mention honorifique.

### Relation avec Theodor Adorno

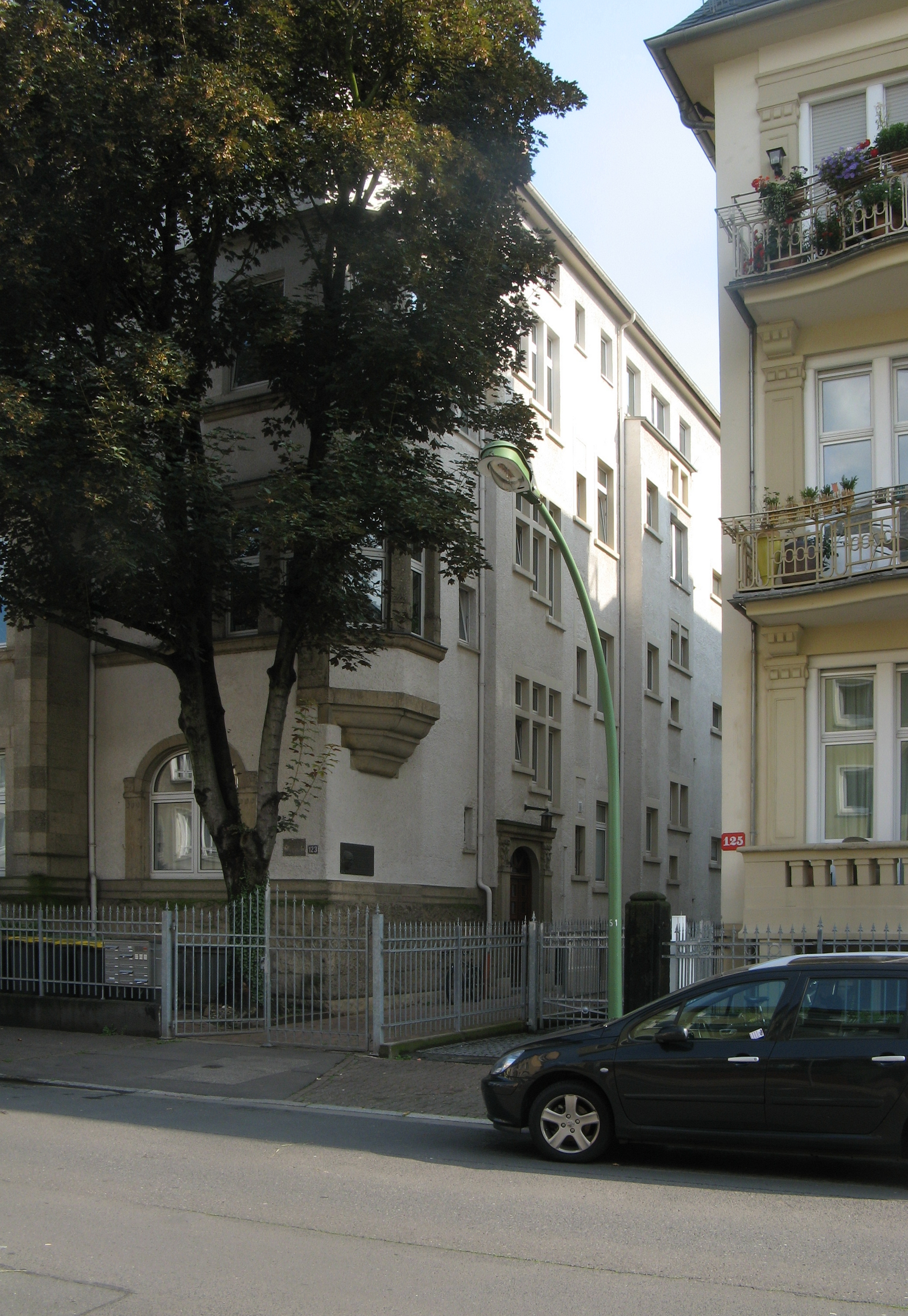
49 bis 69 Hettenhofweg à Francfort, maison où le couple Adorno vécu depuis 1949.

#### Mariage
Après quatorze années de relations, Gretel Karplus épouse Theodor Adorno. Depuis leur rencontre, la relation du couple s'est fait en partie à distance, ce qui est lisible dans la correspondance que Gretel entretient avec son ami et confident, Walter Benjamin.
Adorno a, lors de son mariage avec Gretel, plusieurs relations extraconjugales. Parmi elles, une relation de longue durée comme avec Charlotte Alexander lorsque le couple habite à Los Angeles et avec une femme nommée « Carol » qui est détaillée dans le journal d'Adorno,. Le biographe de Theodor Adorno, Stefan Müller-Doohm, cite plusieurs autres affaires comme celle impliquant Renée Nell, toujours à Los Angeles, une avocate nommée « Eva » et une amie de famille appelée « Arlette » lors d'un voyage en Suisse. Adorno écrit sur ses relations et son intérêt pour d'autres femmes dans son journal mais plus encore dans des lettres destinées à sa mère. Gretel participe à la rédaction de ces documents et discute avec son mari à propos de ces relations,.

#### Décès de Theodor
Le mari de Gretel meurt d'une crise cardiaque en août 1969. Gretel rédige alors la nécrologie qui sera publiée au Frankfurter Rundschau: « Theodor W. Adorno, né le 11 Septembre 1903, est mort dans le calme de son sommeil le 6 août 1969 ».

### Relation avec les intellectuels
Avant de rencontrer Adorno, Gretel Karplus est déjà proche de plusieurs intellectuels allemands notables du début du XXe siècle à l'instar d'Ernst Bloch et Bertolt Brecht. 

#### Amitié avec Walter Benjamin
Son amitié avec le philosophe, critique littéraire et essayiste Walter Benjamin est aussi largement documenté. C'est d'ailleurs leur ami commun, Siegfried Kracauer qui présenta Gretel à Theodor, en 1923, alors que ce dernier est étudiant à l'université Johann Wolfgang Goethe de Francfort-sur-le-Main. La sœur de Gretel, Liselotte, épouse le cousin de Benjamin, le docteur Egon Wissing. Gretel est frequemment en contact avec Wissing que ce soit avant ou après son mariage en 1937 et après son exil aux États-Unis.
La correspondance entre Gretel Adorno et Benjamin suggère que leur amitié n'est pas uniquement personnel mais aussi professionnelle. Elle l'aide notamment en effectuant des relectures de ses travaux et en particulier de Passagenarbeit. Ce travail, marqué par l'influence croissante de Brecht sur la pensée benjamienne, crée des tensions professionnelles entre Benjamin et Adorno, qui pense qu'il cache un tournant vers la théologie négative. Gretel Adorno fait part à Benjamin de ses « réserves » concernant le « manquement fréquent de clarté » de la pensée brechtienne et conseille la prudence dans cette amitié intellectuelle. Après le suicide de Benjamin en 1940 à Portbou, Gretel et Theodor Adorno travaillent de concert pour conserver l'œuvre de leur ami à travers la maison d'édition Suhrkamp.

##### Correspondance
La correspondance entre Gretel Adorno et Walter Benjamin est particulièrement intense dans les années 1930 et s'accentue durant les années d'exil de Benjamin en France. Analysant cet échange épistolaire, publié chez Suhrkamp et traduit dans plusieurs langues dont le français, l'anglais, l'espagnol et le japonais, le sociologue Michael Löwy note une proximité entre les deux auteurs telle qu'ils se tutoient, ce que Gretel, nommée « Felizitas » par Benjamin, ne fera jamais lors de ses échanges avec son mari. Aussi, alors que l'accession du parti national-socialiste et la censure qu'il applique se fait plus pregnante, Löwy montre que Gretel ne prend pas acte de la gravité de la situation comme en témoigne la question qu'elle pose à Benjamin sur son éventuel retour outre-Rhin. Toutefois, elle a conscience de la dégradation des conditions de vie des juifs quand elle souhaite connaître la position de Benjamin si celle-ci se convertissait au catholicisme,.

### Carrière
Après l'obtention de son doctorat, Karplus devient une femme d'affaires et continue d'être indépendante financièrement jusqu'à son exil en 1937. Après avoir travaillé dans l'entreprise semi-familiale de cuir Karplus & Herzberger jusqu'en 1933, elle devient associé et possède des parts de l'entreprise belinoise de fabrication de gants en cuir Georg Tengler. Lors du décès du directeur en 1934, Adorno dirige l'entreprise et ses 200 salariés jusqu'à ce qu'elle décide de liquider l'entreprise en 1936 pour des raisons qui restent inconnues.

## Contribution au sein de l'école de Francfort

### Sténographie
La contribution de Gretel Adorno est importante dans l'œuvre de son mari. Sa participation ne se limite pas au magnum opus du duo Adorno-Horkheimer. Dès 1937, année où elle épouse Adorno et où elle quitte l'Allemagne, elle assiste le fondateur de l'école de Francfort dans la grande majorité de ses travaux et ce dès les brouillons ou la prise de notes. Gretel est impliquée dans tous les travaux importants de son mari. Alors que le couple vit aux États-Unis pendant la seconde Guerre mondiale, elle est contrainte de traduire les œuvres d'Adorno qui refuse de travailler en anglais.

#### Dialectique de la Raison
Gretel Adorno assiste son mari et Max Horkheimer pour développer le manuscrit de la Dialectique de la Raison. À l'occasion de la sortie d'une nouvelle édition en 1969, les deux auteurs écrivent dans la préface de leur œuvre écrite aux États-Unis:« Pour l'extension de notre théorie et dans les nombreuses expériences communes qui l'accompagnèrent, Gretel Adorno nous apporta l'aide précieuse qu'elle nous avait déjà accordée lors de la première rédaction de cet ouvrage ».

#### Vers un nouveau manifeste
Publiée par les éditions bordelaises La Tempête, Vers un nouveau manifeste (Diskussion über Theorie und Praxis), est une série de dialogues entre Theodor W. Adorno et Max Horkheimer retranscrit par Gretel Adorno,. En 2011, dans une revue issue lors de la publication de cette œuvre en anglais chez Verso Books, Martin Jay loue la façon dont Gretel Adorno a su retranscrire une discussion abstraite à rythme soutenu sans toutefois posséder de magnétophone.

### L'édition de laThéorie esthétique
Quand Theodor W. Adorno meurt en 1969, il laisse le manuscrit inachevé de la Théorie esthétique, œuvre majeure du philosophe allemand. Gretel et un ancien élève de son mari, Rolf Tiedemann, travaillent alors pour le compléter et le publier. Dans la postface, les deux éditeurs montrent comment la métaphore d'Adorno sur les œuvres d'art s'applique à son dernier travail:
« « The fragment is the intrusion of death into the work. While destroying it, it removes the stain of semblance ». The text of Aesthetic Theory, as it was in August 1969, which the editors present here as faithfully as possible, is the text of a work in progress; this is not the form in which Adorno would have published this book. Several days before his death he wrote in a letter than the final version « still needed a desperate effort » but that « basically it is now a matter of organization and hardly that of the substance of the book ». Of this substance, according to Adorno, « essentially everything is, as one says, all there ». »
« « Le fragment est l'intrusion de la mort dans l'œuvre. En la détruisant, il enlève la tache du semblant ». Le texte de Théorie esthétique, tel qu'il était en août 1969 et que les éditeurs présentent ici aussi fidèlement que possible, était un texte en constante mutation ; ce n'est pas la forme sous laquelle Adorno aurait publié ce livre. Quelques jours avant sa mort, il écrivait dans une lettre que la version finale « nécessitait encore un effort désespéré », mais que "fondamentalement, il s'agit maintenant d'une question d'organisation et non de la substance du livre". De cette substance, selon Adorno, « essentiellement tout est, comme on dit, tout est là ». »

## Complications sanitaires
La vie de Gretel Adorno est marquée par des problèmes de santé chroniques non diagnostiqués par le corps médical, qui peuvent la laisser paralysée pendant des jours et, à la fin de sa vie, des semaines. Elle mentionne ce problème dans une lettre destinée à Walter Benjamin et à ses parents. Elle meurt le 16 juillet 1993 à Francfort.

## Œuvres

### Correspondances
- (de) Gretel Adorno et Walter Benjamin, Walter Benjamin : Gretel Adorno : Briefwechsel 1930 - 1940, Francfort-sur-le-Main, Suhrkamp, 2005, 434 p. (ISBN 9783518584309, présentation en ligne)Édité par Christoph Gödde et Henri Lonitz.
  - (en) Gretel Adorno et Walter Benjamin (trad. de l'allemand par Wieland Hoban), Correspondence, 1930-1940, Cambridge, R.U. et Malden, É-U., Polity, 2008, 336 p. (ISBN 9780745694955, lire en ligne).
  - Gretel Adorno et Walter Benjamin (trad. de l'allemand par Christophe David), Correspondance 1930-1940, Paris, Le Promeneur, 2007, 424 p. (ISBN 2070776999, EAN 978-2070776993).
- (de) Theodor W. Adorno, Ästhetische Theorie, Berlin, Suhrkamp, 1973 (ISBN 978-3-518-27602-0)Ouvrage complété et édité par Gretel Adorno et Rolf Tiedemann.
- (en) Theodor Adorno (trad. de l'allemand par Wieland Hoban), Letters to his Parents : 1939–1951, Cambridge, R.U., Polity, 2006, 428 p. (ISBN 978-0745635422)Édité par Christoph Gödde et Henri Lonitz.